# Martin Milner
Martin Sam Milner (Detroit, 28 dicembre 1931 – Carlsbad, 6 settembre 2015) è stato un attore statunitense.

## Filmografia parziale

### Cinema
- Vita col padre (Life with Father), regia di Michael Curtiz (1947)
- Iwo Jima, deserto di fuoco (Sands of Iwo Jima), regia di Allan Dwan (1949)
- Il naufragio dell'Hesperus (The Wreck of the Hesperus), regia di John Hoffman (1948)
- Amo Luisa disperatamente (Louisa), regia di Alexander Hall (1950)
- Noi che ci amiamo (Our Very Own), regia di David Miller (1950)
- Okinawa (Halls of Montezuma), regia di Lewis Milestone (1951)
- Lo squalo tonante (Operation Pacific), regia di George Waggner (1951)
- La legge del mare (Fighting Coast Guard), regia di Joseph Kane (1951)
- Di fronte all'uragano (I Want You), regia di Mark Robson (1951)
- La città prigioniera (The Captive City), regia di Robert Wise (1952)
- Uragano su Yalù (Battle Zone), regia di Lesley Selander (1952)
- La maschera di fango (Springfield Rifle), regia di André De Toth (1952)
- Ragazze alla finestra (Belles on Their Toes), regia di Henry Levin (1952)
- L'eterna Eva (My Wife's Best Friend), regia di Richard Sale (1952)
- Nuvola nera (Last of the Comanches), regia di André De Toth (1953)
- Destinazione Mongolia (Destination Gobi), regia di Robert Wise (1953)
- La lunga linea grigia (The Long Gray Line), regia di John Ford (1955)
- La nave matta di Mister Roberts (Mister Roberts), regia di John Ford (1955)
- Francis in the Navy, regia di Arthur Lubin (1955)
- Tempo di furore (Pete Kelly's Blues), regia di Jack Webb (1955)
- Gli eroi della stratosfera (On the Treshold of Space), regia di Robert D. Webb (1956)
- Il grido delle aquile (Screaming Eagles), regia di Charles F. Haas (1956)
- I pilastri del cielo (Pillars of the Sky), regia di George Marshall (1956)
- Sotto la minaccia (Man Afraid), regia di Harry Keller (1957)
- Sfida all'O.K. Corral (Gunfight at the O.K. Corral), regia di John Sturges (1957)
- Piombo rovente (Sweet Smell of Success), regia di Alexander Mackendrick (1957)
- Furia d'amare (Too Much, Too Soon), regia di Art Napoleon (1958)
- Vertigine (Marjorie Morningstar), regia di Irving Rapper (1958)
- Frenesia del delitto (Compulsion), regia di Richard Fleischer (1959)
- Tredici Fantasmi (13 Ghosts), regia di William Castle (1960)
- Sex Kittens Go To College, regia di Albert Zugsmith (1960)
- La zebra in cucina (Zebra in the Kitchen), regia di Ivan Tors (1965)
- La valle delle bambole (Valley of the Dolls), regia di Mark Robson (1967)
- I guerriglieri dell'Amazzonia (Sullivan's Empire), regia di Harvey Hart (1967)
- Three Guns for Texas, regia di Earl Bellamy (1968)

### Televisione
- Mio padre, il signor preside (The Stu Erwin Show) – serie TV, 8 episodi (1950-1951)
- TV Reader's Digest – serie TV, episodio 2x30 (1956)
- West Point – serie TV, episodio 1x01 (1956)
- Scienza e fantasia (Science Fiction Theatre) – serie TV, episodio 2x27 (1956)
- Telephone Time – serie TV, episodio 2x05 (1956)
- Crossroads – serie TV, episodi 1x29-2x07 (1956)
- Navy Log – serie TV, episodio 2x08 (1956)
- Westinghouse Desilu Playhouse – serie TV, episodi 1x03-1x18 (1958-1959)
- Gli uomini della prateria (Rawhide) – serie TV, episodio 1x03 (1959)
- Ai confini della realtà (The Twilight Zone) – serie TV, episodio 1x21 (1960)
- Route 66 – serie TV, 116 episodi (1960-1964)
- Laredo – serie TV, episodio 1x03 (1965)
- Il virginiano (The Virginian) – serie TV, 2 episodi (1965-1966)
- A Man Called Shenandoah – serie TV, episodio 1x32 (1966)
- La pattuglia del deserto (The Rat Patrol) – serie TV, 1 episodio (1967)
- I giorni di Bryan (Run for Your Life) – serie TV, episodi 2x21-2x29 (1967)
- Squadra speciale anticrimine (The Felony Squad) – serie TV, episodio 2x08 (1967)
- Colombo (Columbo) – serie TV, episodio 1x01 (1971)
- Attentato al Trans American Express (Runaway!), regia di David Lowell Rich – film TV (1973)
- L'uragano (Hurricane), regia di Jerry Jameson – film TV (1974)
- Adam-12 – serie TV, 174 episodi (1968-1975)
- Swiss Family Robinson – serie TV, 20 episodi (1975-1976)
- Inondazione (Flood!), regia di Earl Bellamy – film TV (1976)
- La signora in giallo (Murder, She Wrote) – serie TV, 5 episodi (1985-1996)

## Doppiatori italiani
Nelle versioni in italiano delle opere in cui ha recitato, Martin Milner è stato doppiato da:
- Mauro Zambuto in Vita col padre, Iwo Jima deserto di fuoco, La maschera di fango
- Pino Locchi ne Lo squalo tonante, Nuvola nera
- Cesare Barbetti in Frenesia del delitto, Vertigine
- Massimo Turci in Furia d'amare, Piombo rovente
- Giuseppe Rinaldi in Tempo di furore
- Gianfranco Bellini in Okinawa
- Bruno Persa in Destinazione Mongolia
- Roberto Gicca ne La nave matta di Mister Roberts
- Sergio Fiorentini ne La signora in giallo (ep. 2x06)
- Sergio Rossi ne La signora in giallo (ep. 5x07)
- Guido De Salvi ne La signora in giallo (ep. 7x19)
- Giorgio Lopez ne La signora in giallo (ep. 10x17)